# José de Oliveira
José de Oliveira, O.S.A. (Guimarães, 4 de fevereiro de 1638 - Lisboa, 22 de março de 1719) foi um frade agostiniano e prelado da Igreja Católica português, bispo de Angola e Congo.

## Biografia
Aos 16 anos, entrou para a Ordem de Santo Agostinho Foi ordenado diácono em 20 de março e, no dia seguinte, foi ordenado padre. Em 1671, concluiu o doutorado em teologia na Universidade de Coimbra.
Foi nomeado bispo de Angola e Congo em 19 de julho de 1694 por Dom Pedro II, sem notícia de sua consagração. Em 1696 partiria para a Sé, que se encontrava em graves dificuldades de administração, em especial financeira. Contudo, não embarcou e resignou-se da Sé em 9 de setembro de 1700.
Faleceu no Convento da Graça de Lisboa, em 22 de março de 1719.